# Asia Pacific Poker Tour Saison 4
Résultats et tournois de la saison 4 de l'Asia Pacific Poker Tour (APPT).

## Résultats et tournois

### APPT 4 Manille
- Lieu : Manila Pavilion Hotel & Casino, Manille,  Philippines[1]
- Prix d'entrée : 2 700 $[1]
- Date : Du 20 au 25 mars 2010[1]
- Nombre de joueurs :  430
- Prize Pool : 1 042 750 $
- Nombre de places payées :  51

| Place | Nom           | Prix      |
| ----- | ------------- | --------- |
| 1er   | Binh Nguyen   | 260 700 $ |
| 2e    | Gordon Huntly | 166 800 $ |
| 3e    | Charles Chua  | 93 850 $  |
| 4e    | Terrence Chan | 71 500 $  |
| 5e    | Sunny Jung    | 54 700 $  |
| 6e    | Choon Lim     | 44 300 $  |
| 7e    | Victor Chang  | 33 900 $  |
| 8e    | Kirby Te      | 26 600 $  |
| 9e    | Hsuan Lee     | 19 800 $  |

### APPT 4 Macao
- Lieu : Lisboa Hotel & Casino,  Macao[2]
- Prix d'entrée : 40 000 HKD[2]
- Date : 18 mai 2010[2]
- Nombre de joueurs :  342
- Prize Pool : 12 730 608 HKD
- Nombre de places payées :  40

| Place | Nom               | Prix          |
| ----- | ----------------- | ------------- |
| 1er   | Victorino Torres  | 3 246 200 HKD |
| 2e    | Chong Wing Cheong | 2 088 000 HKD |
| 3e    | Cole Swannack     | 1 177 600 HKD |
| 4e    | Jeppe Drivsholm   | 891 000 HKD   |
| 5e    | Kenny Nielsen     | 700 000 HKD   |
| 6e    | Brian Green       | 572 900 HKD   |
| 7e    | Kai Paulsen       | 445 600 HKD   |
| 8e    | Albert Kim        | 350 100 HKD   |
| 9e    | Keith Hawkins     | 254 608 HKD   |

### APPT 4 Auckland
- Lieu : Skycity Casino, Auckland,  Nouvelle-Zélande[3]
- Prix d'entrée : 3 250 NZD[3]
- Date : Du 15 au 19 septembre 2010[3]
- Nombre de joueurs :  218
- Prize Pool : 654 000 NZD
- Nombre de places payées :  24

| Place | Nom               | Prix        |
| ----- | ----------------- | ----------- |
| 1er   | Danny Leaoasavaii | 170 000 NZD |
| 2e    | Tom Grigg         | 107 900 NZD |
| 3e    | Srdjan Mitrovic   | 60 500 NZD  |
| 4e    | Danny Silk        | 49 050 NZD  |
| 5e    | Tamas Lendvai     | 40 900 NZD  |
| 6e    | Ropati Toleafoa   | 34 300 NZD  |
| 7e    | Santiago Ramos    | 27 800 NZD  |
| 8e    | Noah Vogelman     | 21 250 NZD  |
| 9e    | Leo Boxell        | 16 350 NZD  |

### APPT 4 Cebu
- Lieu : Shangri-la Mactan Resort, Cebu,  Philippines[4]
- Prix d'entrée : 100 000 PHP[4]
- Date : 12 novembre 2010[4]
- Nombre de joueurs :  236
- Prize Pool : 21 518 480 PHP
- Nombre de places payées :  28

| Place | Nom                   | Prix          |
| ----- | --------------------- | ------------- |
| 1er   | Vivian Im             | 5 810 000 PHP |
| 2e    | Michael Fabiano       | 3 660 000 PHP |
| 3e    | Kim Young             | 2 045 000 PHP |
| 4e    | Mikael Rosen          | 1 560 000 PHP |
| 5e    | Daren Yoon            | 1 290 000 PHP |
| 6e    | Basilios Diakokominos | 1 025 000 PHP |
| 7e    | Jukka Juvonen         | 805 000 PHP   |
| 8e    | Richard En            | 645 000 PHP   |
| 9e    | Raymond Lapitan       | 845 480 PHP   |

### APPT 4 Sydney
- Lieu : The Star Casino, Sydney,  Australie[5]
- Prix d'entrée : 6 300 AUD[5]
- Date : Du 7 au 12 décembre 2010[5]
- Nombre de joueurs :  289
- Prize Pool : 1 734 000 AUD
- Nombre de places payées :  32

| Place | Nom                  | Prix        |
| ----- | -------------------- | ----------- |
| 1er   | Jonathan Karamalikis | 459 510 AUD |
| 2e    | Benjamin R. McLean   | 294 780 AUD |
| 3e    | Tom Rafferty         | 164 730 AUD |
| 4e    | Peco Stojanovski     | 121 380 AUD |
| 5e    | Antoine Amourette    | 97 970 AUD  |
| 6e    | Eddy Sabat           | 79 765 AUD  |
| 7e    | Manuel Hansimikali   | 65 025 AUD  |
| 8e    | Roland de Wolfe      | 50 285 AUD  |
| 9e    | Daniel Negreanu      | 36 415 AUD  |